# Ceroplastes lucidus
Ceroplastes lucidus är en insektsart som beskrevs av Hempel 1900. Ceroplastes lucidus ingår i släktet Ceroplastes och familjen skålsköldlöss. Inga underarter finns listade i Catalogue of Life.